# Buje (Pivka, Slovenija)
Buje je naselje u slovenskoj Općini Pivki. Buje se nalazi u pokrajini Notranjskoj i statističkoj regiji Notranjsko-kraškoj. 

## Stanovništvo
Prema popisu stanovništva iz 2002. godine naselje je imalo 49 stanovnika.